# غراهام هاينز
غراهام هاينز (بالإنجليزية: Graham Haynes)‏ هو عازف جاز أمريكي، ولد في 16 سبتمبر 1960 في نيويورك في الولايات المتحدة.

## وصلات خارجية
- غراهام هاينز على موقع ميوزك برينز (الإنجليزية)
- غراهام هاينز على موقع أول ميوزيك (الإنجليزية)
- غراهام هاينز على موقع ديسكوغز (الإنجليزية)